# وودي سترود
وودي سترود (بالإنجليزية: Woody Strode) هو لاعب كرة قدم أمريكية ومنافس ألعاب قوى ومصارع محترف وممثل أمريكي، ولد في 25 يوليو 1914 بلوس أنجلوس في الولايات المتحدة، وتوفي في 31 ديسمبر 1994 في الولايات المتحدة بسبب سرطان الرئة.

## أعمال

### أفلام
- (1939) عربة الجياد
- (1956) الوصايا العشر[8][9][10]
- (1960) سبارتاكوس[11][12]
- (1962) الرجل الذي أطلق النار على ليبرتي فالنس
- (1965) جنكيز خان
- (1968) حدث ذات مرة في الغرب[13]
- (1969) تشي!
- (1984) نادي القطن
- (1995) السريع والميت

## وصلات خارجية
- وودي سترود على موقع مرجع كرة القدم المحترفة.كوم (الإنجليزية)
- وودي سترود على موقع CageMatch worker (الإنجليزية)

- وودي سترود على موقع IMDb (الإنجليزية)
- وودي سترود على موقع الموسوعة البريطانية (الإنجليزية)
- وودي سترود على موقع روتن توميتوز (الإنجليزية)
- وودي سترود على موقع ألو سيني (الفرنسية)
- وودي سترود على موقع تيرنر كلاسيك موفيز (الإنجليزية)
- وودي سترود على موقع أول موفي (الإنجليزية)
- وودي سترود على موقع قاعدة بيانات الأفلام السويدية (السويدية)
- وودي سترود على موقع إن إن دي بي (الإنجليزية)
- وودي سترود على موقع قاعدة بيانات الفيلم (الإنجليزية)
- وودي سترود على موقع كينوبويسك (الروسية)